# Sanitätsamt der Bundeswehr
Das Sanitätsamt der Bundeswehr (SanABw) war neben dem Sanitätsführungskommando die zweite Säule des Zentralen Sanitätsdienstes der Bundeswehr (ZSanDstBw); es wurde im Zuge der Bundeswehrreform mit Wirksamkeit zum 31. Dezember 2013 aufgelöst.

## Geschichte
Das SanABw war die Nachfolgeinstitution des Wehrmedizinalamtes und entstand aufgrund der wegen wachsender Aufgaben erforderlichen Umgliederung am 1. Februar 1965.
Als Kommandobehörde war es zuletzt für Grundsatzangelegenheiten des Sanitäts- und Gesundheitswesens in den Streitkräften zuständig und dem Inspekteur des Sanitätsdienstes unmittelbar unterstellt.
Aus der ehemaligen Abteilung II des Wehrmedizinalamts entstand das Institut für Wehrmedizinalstatistik und Berichtswesen und aus der Abteilung III das Institut für Wehrmedizin und Hygiene. Aus der Chemischen Untersuchungsstelle im früheren Wehrbereich VI entstand das Institut für Wehrpharmazie und Lebensmittelchemie. Die drei Institute wurden ebenso wie die Akademie des Sanitäts- und Gesundheitswesens der Bundeswehr und das Zentrallazarett der Bundeswehr dem Sanitätsamt unmittelbar unterstellt. Im Januar 1968 folgte die Unterstellung der Bundeswehrlazarette sowie der Medizinischen, Chemischen und Veterinär-Untersuchungsstellen. 1970 wurden alle Sanitätseinrichtungen mit zentralem Auftrag als Zentrale Sanitätsdienststellen der Bundeswehr (ZSanDBw) zusammengefasst, das Zentrallazarett zum Bundeswehrzentralkrankenhaus Koblenz und die Lazarette der Bundeswehr in Bundeswehrkrankenhäuser umgegliedert und blieben dem Sanitätsamt als solche unterstellt; ebenso die in Zentrale Institute des Sanitätsdienstes der Bundeswehr umbenannten ehemaligen Untersuchungsstellen.
1971 zog das Amt aus den ehemaligen Liegenschaften des Wehrmedizinalamtes bis auf die Abteilung IV in die Liegenschaft am Platanenweg in Bonn-Beuel um.

### München (seit 2002)

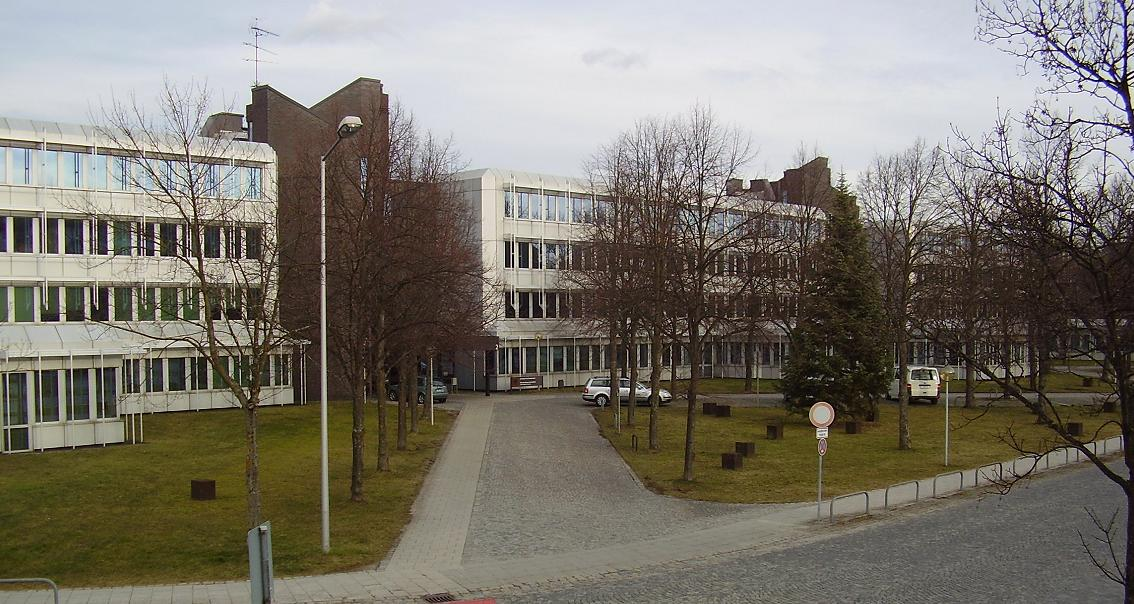
Sanitätsamt der Bundeswehr
Dienstgebäude in München

Mit der Neustrukturierung der Bundeswehr wurden die ehemals Zentralen Sanitätsdienststellen der Bundeswehr (ZSanDBw) zum eigenständigen militärischen Organisationsbereich Zentraler Sanitätsdienst der Bundeswehr umstrukturiert. In diesem Zusammenhang wurde die organisatorische Stellung des Sanitätsamtes der Bundeswehr neu definiert. Im Rahmen der Umstrukturierung zog das Sanitätsamt ab 1. Oktober 2001 und endgültig am  1. Juli 2002 in die Dachauer Straße am Standort München um. Mit diesen Maßnahmen einhergehend erhielt die Dienststelle ein neues Wappen, dessen auffälliger Bestandteil der in der Nähe stehende Olympiaturm ist.
Das Sanitätsamt der Bundeswehr organisierte zusammen mit dem Sanitätsführungskommando in Koblenz den Sanitätsdienst in der Bundeswehr. Beide Institutionen waren dem Führungsstab des Sanitätsdienstes im Bundesministerium der Verteidigung unterstellt. Das Sanitätsamt der Bundeswehr war dabei für die fachliche Organisation des Sanitätsdienstes zuständig. Hier wurden die fachlichen Rahmenbedingungen für einen leistungsfähigen Sanitätsdienst erarbeitet. Zusätzlich hatte das Sanitätsamt auch Überwachungsaufgaben gemäß dem Infektionsschutz (IfSG)-, Medizinprodukte (MPG)-, Tierschutz (TSchG)-, Arzneimittel- und dem Lebensmittel-, Bedarfsgegenstände- und Futtermittelgesetzbuch (LFBG) übernommen.
Das Sanitätsamt der Bundeswehr hatte etwa 500 militärische und zivile Mitarbeiter. Der Amtsführung unterstanden neben den Abteilungen des Stabes zehn Fachabteilungen mit verschiedenen Aufgabenschwerpunkten. Für Unterstützungsaufgaben verfügte das Amt über ein eigenes Stabsquartier. Teile des Sanitätsamtes der Bundeswehr waren disloziert stationiert.

### Ehemalige unterstellte Einrichtungen
- Sanitätsakademie der Bundeswehr (SanAkBw) München
- Institut für den Medizinischen Arbeits- und Umweltschutz der Bundeswehr (InstMedArbUmwSchBw) Berlin
- 3 Zentrale Institute des Sanitätsdienstes der Bundeswehr (ZInstSanBw) Kiel, Koblenz, München
- Sportmedizinisches Institut der Bundeswehr (SportMedInstBw) Warendorf
- Zentrum für Einsatzausbildung und Übungen des Sanitätsdienstes der Bundeswehr (ZEinsAusbÜbSanDst) Feldkirchen (Gäubodenkaserne)
- Sanitätslehrregiment (SanLehrRgt) Feldkirchen (Gäubodenkaserne)
- Institut für Wehrmedizinalstatistik und Berichtswesen (WehrMedStatInst) Andernach
- Institut für Radiobiologie der Bundeswehr (InstRadBioBw) München
- Institut für Mikrobiologie der Bundeswehr (InstMikroBioBw) München
- Institut für Pharmakologie und Toxikologie der Bundeswehr (InstPharmToxBw) München

## Führung

### Amtschefs
| Zeitraum | Amtschef                       | Teilstreitkraft         |
| --- | ------------------------------ | ----------------------- |
| seit Umgliederung – 31. März 1967 | GenStArzt Herbert Hockemeyer   | Heer                    |
| 1. April 1967 – 31. März 1969 | GenStArzt Eberhard Daerr       | Heer                    |
| 1. April 1969 – 31. März 1971 | GenStArzt Hermann Ammermüller  | Heer                    |
| vorübergehend durch Stellvertretenden Amtschef und Chef des Stabes geleitet                                                                  |                                |                         |
| 1. Oktober 1971 – 30. September 1972 | AdmStArzt Hans-Georg Stemann   | Marine                  |
| 1. Oktober 1972 – 30. September 1977 | GenStArzt Heinz S. Fuchs       | Luftwaffe               |
| 1. Oktober 1977 – 31. März 1980 | GenStArzt Hubertus Grunhofer   | Luftwaffe               |
| 1. April 1980 – 31. März 1982 | GenStArzt Hansjoachim Linde    | Luftwaffe               |
| 1. April 1982 – 31. März 1985 | GenStArzt Wolfgang Hammen      | Luftwaffe               |
| 1. April 1985 – 31. März 1991 | GenStArzt Hannes Sautter       | Luftwaffe               |
| 1. April 1991 – 30. Juni 1993 | GenStArzt Volker Grabarek      | Heer                    |
| 1. Juli 1993 – 30. September 1995 | GenStArzt Gerhard Schöner      | Heer                    |
| 1. Oktober 1995 – 30. September 2000 | GenArzt Hans-Dieter Schmidt    | Heer                    |
| 1. Oktober 2000 – 2. Juli 2001 | GenStArzt Erich Wolfgang Bick  | Heer                    |
| 3. Juli 2001 – 31. März 2003 | GenStArzt Kurt-Bernhard Nakath | Heer                    |
| 1. April 2003 – 30. September 2006 | GenStArzt Peter Fraps          | Heeresuniformträger     |
| 1. Oktober 2006 – 31. Oktober 2007 | GenStArzt Hartmut Siebertz     | Heeresuniformträger     |
| vorübergehend durch Stellvertretenden Amtschef und Chef des Stabes geleitet                                                                  |                                |                         |
| 1. Januar 2008 – 12. August 2009 | GenStArzt Detlev Fröhlich      | Luftwaffenuniformträger |
| 12. August 2009 – 30. November 2011 | GenStArzt Hans-Jürgen Dick     | Heeresuniformträger     |
| 1. Dezember 2011 – 18. Dezember 2012 | GenStArzt Ulrich Pracht        | Luftwaffenuniformträger |
| Bis zur Auflösung war der Dienstposten vakant. Die Aufgaben wurden durch die Stellvertretende Amtschefin und Chefin des Stabes wahrgenommen. |                                |                         |

### Stellvertretende Amtschefs und Chefs des Stabes
| Zeitraum                             | Chef des Stabes                    | Teilstreitkraft         |
| ------------------------------------ | ---------------------------------- | ----------------------- |
| 1. Mai 1965 – 31. März 1970          | GenArzt Heinrich Leers             | Heer                    |
| 1. April 1970 – 30. September 1973   | GenArzt Edgar A. Ruempler          | Heer                    |
| 1. Oktober 1973 – 30. September 1976 | GenArzt Heinrich Nerl              | Heer                    |
| 1. Oktober 1976 – 31. März 1982      | GenArzt Hans Wolfgang Hammen       | Luftwaffe               |
| 1. April 1982 – 30. September 1983   | GenArzt Claus Günter Voss          | Heer                    |
| 1. Oktober 1983 – 31. März 1985      | GenArzt Gunter Desch               | Heer                    |
| 1. April 1985 – 30. September 1987   | GenArzt Johann-Friedrich Borkowski | Heer                    |
| 1. Oktober 1987 – 30. September 1989 | GenArzt Matthias Jaeger            | Heer                    |
| 1. Oktober 1989 – 30. September 1995 | GenArzt Hans-Dieter Schmidt        | Heer                    |
| 1. Oktober 1995 – 31. Oktober 2001   | GenArzt Verena von Weymarn         | Luftwaffe               |
| 1. November 2001 – 15. Juli 2005     | GenArzt Jürgen Blätzinger          | Heeresuniformträger     |
| 16. Juli 2005 – 30. September 2006   | GenArzt Detlev Fröhlich            | Luftwaffenuniformträger |
| 1. Oktober 2006 – 30. September 2008 | GenArzt Peter-Klaus Witkowski      | Heeresuniformträger     |
| 1. Oktober 2008 – 12. August 2009    | GenArzt Hans-Jürgen Dick           | Heeresuniformträger     |
| 17. September 2009 – 30. Juni 2013   | GenArzt Erika Franke               | Heeresuniformträger     |